# Mnesarco
Mnesarco de Atenas (en griego antiguo: Μνήσαρχος, Mnēsarkhos), (160 a. C. - 85 a. C.) fue un discípulo de Panecio de Rodas, al que sucedió como escolarca, alrededor del año 110 a. C. Se encuadra dentro de la corriente filosófica ecléctica del estoicismo medio.
Fue discípulo de Diógenes de Babilonia, y Antípatro de Tarso. Cicerón dice que fue uno de los jefes de la escuela estoica
 en Atenas, junto con Dárdano, en el tiempo en que Antíoco de Ascalón se estaba alejando del escepticismo (95 a. C.). Fue maestro de Antíoco por algún tiempo, y puede haber enseñado también a Filón de Larisa.  Después de la muerte de Panecio (109 a. C.), la escuela estoica de Atenas parece haberse fragmentado, y Mnesarco fue probablemente uno de los varios jefes estoicos que enseñaron entonces. Murió por el tiempo en que Cicerón estaba aprendiendo filosofía en Atenas, alrededor de 79 a. C.